# 日経CNBC
株式会社日経CNBC（にっけいシーエヌビーシー、英: Nikkei CNBC Japan, Inc.）は、CS放送のスカパー!プレミアムサービスやケーブルテレビで放送している、マーケット・経済ニュース専門のチャンネル「日経CNBC」の番組制作・供給（実運営）を担当する日本経済新聞社の子会社である。テレビ東京ホールディングスなども出資する。

## 概要
- 開局は1999年10月。前身となる日経サテライトニュース（NSN）を引き継ぐ形で発足した。NSN以来ケーブルテレビでの契約数が多く、視聴可能世帯数は全国で約500万世帯にのぼる。「正確なマーケット・経済情報をライブやオンデマンドで伝え、投資家と企業に貢献する映像メディアになる」をミッションとしている[1]。
- 編成はマーケット・経済番組がほとんどを占める。平日の日中は東京証券取引所・ニューヨーク証券取引所などの株価を中心に、為替、企業情報、経済指標などの番組を日本経済新聞社内のスタジオで制作し放送する。夜から早朝にかけてはニューヨーク市場の状況を中心としたCNBCアジアの英語番組を同時放送する。また、週末はテレビ東京が制作する経済番組・ドキュメンタリー番組などもディレイで放送している。
- 日本経済新聞のテレビ番組表にも日経CNBCの番組表が掲載されている。
- テレビ東京は日経CNBCの設立時点では出資していなかったが、2002年6月に資本参加した。2010年10月1日付でテレビ東京とBSジャパン（現・BSテレビ東京）、テレビ東京ブロードバンド（現・テレビ東京コミュニケーションズ）の3社が経営統合し、認定放送持株会社・テレビ東京ホールディングスを発足。テレビ東京ホールディングスは2011年1月12日付で、日本経済新聞社から日経CNBC株式の一部を取得するとともに、テレビ東京より日経CNBC株式の現物配当を受けることにより、日経CNBCを持分法適用関連会社とした[2]。

## 沿革
日経サテライトニュース
- 1990年4月、日本経済新聞社による経済ニュース専門チャンネル日経サテライトニュース（NSN）をケーブルテレビ局向けに配信開始。
- 1994年3月、番組制作・送出業務を日経映像に委託。
- 1996年10月、パーフェクTV!（現・スカパー!プレミアムサービス）で放送開始（委託放送事業者は日本経済新聞社）。
- 1997年12月、ディレクTVで放送開始。

CNBCビジネスニュース
- 1997年5月、ダウ・ジョーンズが運営するアジア・ビジネス・ニュース（ABN）、日本ビデオニュース、共同通信社、ジュピター・プログラミング（現・JCOM メディア事業部門）との合弁（のちCNBCジャパン）によりパーフェクTV!（現・スカパー!プレミアムサービス）で放送開始。
- 1997年12月、ディレクTVで放送開始。
- 1998年2月、ABNとアメリカの経済ニュースチャンネル・CNBCとの統合（1997年12月、「CNBCアジア」発足）により、CNBCビジネスニュースにチャンネル名変更。

日経CNBC
- 1999年
  - 7月、日経とCNBCはチャンネル統合に合意、株式会社日経シー・エヌ・ビー・シー設立。
  - 10月、「日経CNBC」放送開始。スカパー!の委託放送事業者は日本経済新聞社。
- 2000年
  - ９月、ディレクTVでの放送終了。
- 2002年
  - 6月、テレビ東京が日経シー・エヌ・ビー・シーに資本参加。
  - 7月、スカイパーフェクTV!2（現・スカパー!）で放送開始（委託放送事業者はインタラクティーヴィ、2004年2月放送終了）。
- 2009年
  - 5月、演奏所を日本経済新聞社新本社（日経ビル）へ移転、同時に自社制作番組をハイビジョン制作に移行。また、東証アローズスタジオもハイビジョン対応化。
  - 10月、eo光テレビでハイビジョン放送「日経CNBC HD」を開始（他の放送プラットフォームでは標準画質放送）。
- 2010年
  - 1月、日経ビルの情報発信空間SPACE NIO（スペースニオ）でセミナー開始。
- 2011年
  - 5月30日、商号を株式会社日経CNBCに変更。
  - 9月、J:COMでもハイビジョン放送を開始。
- 2012年
  - 10月、インターネット配信事業「日経チャンネルマーケッツ」を開始。
  - 10月、スカパー!プレミアムサービス・スカパー!プレミアムサービス光でもハイビジョン放送を開始。
  - 11月、大手町フィナンシャルシティに本社部門を移転。
- 2013年
  - 6月、スカパー!プレミアムサービス光にて標準画質放送を終了し、ハイビジョン放送に完全移行。
- 2014年
  - 5月、スカパー!プレミアムサービスにて標準画質放送を終了し、ハイビジョン放送に完全移行。
- 2022年
  - 7月、日経ビルに本社部門を移転。
- 2023年
  - 4月、インターネット配信事業「日経チャンネルマーケッツ」を「日経CNBC online」にリブランディング。

## 自主制作の変遷
- 1999年の日経CNBC発足当時は深夜にCNBCの英語番組の放送を開始する程度で、自主制作は株価速報を中心とした構成は変わらず、大きな方針変更は無かった。
- 2001年から取引時間中の番組制作を充実させる。4月は前場に「TOKYOスクワークボックス」と「TOKYOマーケットウォッチ」の放送を開始した。番組名やBGM、CGなどは当初、海外のCNBC番組から引用したり、同じものを使用したりした。東京証券取引所や証券会社から中継でニュースリポートや解説を行うスタイルも海外に倣った。
- 2005年には「TOKYOモーニングExpress」、「TOKYOマーケットExpress」がスタート。夜の「日経CNBCエクスプレス」と3本柱になり、自主制作の時間は大幅に拡大した。
- 2014年3月から、朝、昼、夜の時間枠を拡大し、コメンテーター2人体制を導入。
- 2018年から5時台や22時台など早朝・夜間の制作を減らし、「朝エクスプレス」「昼エクスプレス」など取引時間中の制作拡充にシフトした。
- 2020年から取引時間中は日本語の番組で編成し、英語放送をなくした。

ティッカー
- 画面下部に2段組のティッカーシステムを導入している。上段は日経平均株価やTOPIX、海外株価指数を、下段はドル・円、ユーロ・円などの為替をスクロール形式で表示する。CM中は表示しない。
- 海外のCNBC（アメリカ・ヨーロッパ・アジア）も2段組のティッカーを使用し、番組内で株価や主要指標をスクロール表示している。

番組提供
- テレビ東京が平日午前に放送するマーケット番組「Mナビ」やニュース番組「昼サテ」でマーケットの動向を伝えている。Mナビでは日経CNBCが番組をサイマル放送するほか、昼サテでは後半のマーケットコーナーを制作し、前場の値動きを紹介している。

## CNBCとの関係について
- 日経CNBCのキャスターが海外CNBCの番組に出演したり、海外CNBCの記者が日経CNBCの制作番組に出演することは基本的に無い。過去には海外CNBCの『Worldwide Exchange』で放送していた「The Nikkei Business Report」のコーナーに日経CNBCスタジオから日経新聞の記者が中継で出演していたことがある。
- 企業やホテルなどの法人がアジア太平洋向けに放送しているCNBCアジアの国際放送を日本国内で直接受信することも可能であるが、CNBCアジアとの視聴契約や著作権処理などのサポートは日経CNBCではなく、日本国内の総代理店に指定されているWOWOWプラスが担当している[3]。

## イメージキャラクター
過去のイメージキャラクター
- 青島健太（スポーツキャスター - 2007年3月）
- 三村奈々恵（マリンバ奏者 イメージソング「El Latido」 2007年4月 - 2008年3月）
- Vanilla Mood（クラシカルカルテット イメージソング「宙-sola-」 2008年4月 - 2009年12月）
- 松本蘭（ヴァイオリニスト 2010年 - 2011年）
- 飯森範親（指揮者 2012年 - 2013年）
- 小林沙羅（ソプラノ歌手 2014年）

## 視聴方法
- スカパー!プレミアムサービス、スカパー!プレミアムサービス光（Ch.570 ハイビジョン放送）
  - 在京キー局系CSのニュース専門チャンネルでは、唯一スカパー!では視聴できない[4]。なお、親会社である日本経済新聞社は2011年に東経110度CS放送新チャンネル割り当ての申請を総務省に対して行ったが[5][6]、認められなかった[7][8]。
- CATV（事業者によっては配信していない場合がある。一部事業者を除きハイビジョン放送）
- ひかりTV（Ch.850　ハイビジョン放送）
- eo光テレビ（Ch.881　ハイビジョン放送）
- auひかりテレビサービス（Ch.303　ハイビジョン放送）
- インターネット動画配信サービス「日経チャンネルマーケッツ」[9]
- ニコニコ動画
- Amazon Prime Videoチャンネル
- J:COM STREAM

## 番組編成
- 平日の基本タイムテーブルは以下の通り（2022年4月）[10]。
  - 4:00 - 8:15 「US Closing Bell」「Fast Money」「Asia Squawk Box」など（英語放送）
  - 8:15 - 11:40 「朝エクスプレス」ートップに聞く、ゲストトーク、コメンテーター解説などの各コーナーで構成
  - 11:40 - 12:25 「攻めのIR」「ガリレオX」のほか、トップに聞く、ゲストトークなどを再放送
  - 12:25 - 15:45 「昼エクスプレス」ー日経ヴェリタストーク、FX経済研究所、Insight、きょうの振り返りなどの各コーナーで構成
  - 15:45 - 16:00　きょうの株価　東証プライム（個別銘柄の株価一覧）
  - 16:00 - 17:30 「Europe Squawk Box」「Europe Street Signs」など（英語放送）
  - 17:30 - 19:25 「昼エクスプレス」再放送、テレビショッピングなど
  - 19:25 - 20:30 「Worldwide Exchange」「US Squawk Box」など（英語放送）
  - 20:30 - 21:25 「NIKKEI 日曜サロン」のほか、トップに聞く、IPOのタマゴ、攻めのIR、日経ヴェリタストークなどを再放送
  - 21:25 - 28:00 「US Squawk on The Street」「TechCheck」「Halftime Report」「US Power Lunch」など（英語放送）
- 番組の中心は日本の取引時間にあわせ日経CNBCスタジオで制作する「朝エクスプレス」「昼エクスプレス」である。夜間、早朝は海外CNBCの英語放送の番組が中心となる。
- 朝エクスプレスのコーナー「トップに聞く」では、年間100人以上の上場企業トップが生出演し、経営戦略を語る。
- 東証など取引市場が休みとなる祝日や土曜、日曜は編成が大きく変わる。テレビ東京の「日経スペシャル カンブリア宮殿」「日経スペシャル ガイアの夜明け」などの購入番組のほか、朝エクスプレス、昼エクスプレスの各コーナーの再放送、テレビショッピングなどで編成する。また、日本語の字幕を付けて放送する英語放送のドキュメンタリー番組もある。
- マーケット関連の特番も定期的に放送している。日銀総裁会見がある日は15時30分から1時間、ライブ中継する。米FRB議長会見も英語放送でライブ中継する。また、エコノミスト3人と日経CNBCキャスターによる「四半期展望」を3カ月に1回、放送している。

### 主な海外CNBC制作番組
- US Power Lunch（火～土 4:00 - 5:00）
- US Closing Bell（火～土 5:00 - 6:00）
- US Closing Bell Overtime（火～土 6:00 - 7:00）
- Asia Squawk Box（月～金 7:00 - 8：15）
- Europe Squawk Box（月～木 16:00 - 17:25）
- Worldwide Exchange（月～金 19:25 - 20:00）
- US Squawk Box（月～金 20:15 - 20:30）
- US Squawk on the Street（月～金 23:00 - 25:00）
- TechCheck（月～金 25:00 - 26:00）
- Halftime Report（月～金 26:00 - 27:00）
- The Exchange（月～金 27:00 - 28:00）

### 主な他社制作番組
テレビ東京制作番組
- 日経スペシャル カンブリア宮殿（土曜 11:00 - 12:00）
- 日経スペシャル ガイアの夜明け（土曜 12:00 - 13:00）

BSテレビ東京制作番組
- NIKKEI 日曜サロン（火曜 20:30 - 21:00）

### 主な過去の番組
- 前場NOW・後場NOW
- TOKYOスクワークボックス
- TOKYOパワーランチ
- TOKYOアップデート（大引け速報）
- TOKYOマーケットラップ
- ウィークリーラップ
- ビジネスTODAY
- FP直伝講座!充実マネーライフ
- TOKYOモーニングExpress
- TOKYOマーケットExpress
- 日経CNBC Express
- TOKYOマーケットウォッチ（平日14:05 - 14:25、番組内クローズアップのみ週末に再放送）
- 生島ヒロシのマネーサロン（初回木曜21:00 - 21:25、再放送土曜22:00 - 22:25他）
- 賢者の選択シリーズ
- マーケットウィナーズ（BSジャパン制作番組の再放送。日曜17:00 - 17:45、21:00 - 21:45）
- 週末いいね!（毎週木曜 20:00 - 20:06、木曜日から土曜日にかけて複数回再放送）
- ASIAエクスプレス
- 中国株式Flash
- NEWS ZONE
- NEWS CORE
- 昼カブ投資相談室
- FXぐろーばるナイト～ミセス・ワタナベは眠らない～
- 株価速報（2013年3月まで、平日10:04、11:38、13:12、14:25、15:20、17:15、19:21）[11][12][13]

日本経済新聞社制作番組
- NIKKEI Japan Report　月1回放送。BSジャパン（現BSテレビ東京）・日本国際放送（NHKワールドTV）・CNBCアジアでも放送していた。英語音声のみのオリジナルと、日本語同時通訳・英語の二か国語放送の2つのパターンがあった。2012年4月6日放送終了。

## 報道体制
- 番組を通じてマーケット情報を伝えることを最大の目的としており、市場の取引時間にあわせた制作体制をとっている。主要な政治経済ニュースもマーケットへの影響という視点から報じている。事件事故などの一般ニュースをストレートに取り上げることは基本的にない。
- 民放局のようにニュースによって編成を変えることは原則としてしないが、極めて重大な経済ニュースがある場合は特別な編成をすることもある。
- 2001年9月11日にアメリカ同時多発テロ事件が発生した際は、英語番組の同時通訳放送中だったため、一部の時間を除いて朝まで同時通訳の放送を続けた。
- 2008年9月14日、アメリカの証券会社リーマン・ブラザーズが経営破綻した（リーマン・ショック）。日本は敬老の日のため当初は再放送やテレビショッピングなどを編成していたが、一部休止してCNBCアジアの番組を同時放送した。21:00過ぎからは日経CNBCのスタジオから特別番組「緊急スペシャル リーマン 経営破たん」を放送した。
- 2011年3月11日、東日本大震災（東北地方太平洋沖地震）が発生。通常番組を終了まで放送した後、テレビ東京の震災特別番組を当日から13日まで放送し続けた。

## 出演者
出典:

### キャスター
- 直居敦 - 日経CNBC解説委員長
- 岡村友哉 - 元フィスコ
- 改野由佳 - 元日本海テレビ、元テレビ愛知
- 佐久間あすか - 元四国放送、元テレビ大阪
- 佐藤友香 - セント・フォース所属、元NHK宮崎、元TBSニュースバード
- 曽根純恵 - 元TBSニュースバード
- 守田正樹 - 日本経済新聞キャスター、元日経CNBC解説委員長
- 田中彰一 - 日経CNBC解説委員
- 露口一郎 - 日経CNBC解説委員
- 杉本晶子 - 日本経済新聞地域ビジネスエディター
- 佐々木真奈美 - ジョイスタッフ所属、元山形テレビ、元TBSニュースバード
- 内田まさみ - 元ラジオNIKKEI
- 坂本麻子 - ジョイスタッフ所属、元NHK大分、元長野放送、元TBS NEWS

### コメンテーター
- 大川智宏 - 智剣・OskarグループCEO兼主席ストラテジスト
- 岡崎良介 - 元日本バンカーズトラスト信託銀行、元フィスコ・アセットマネジメント
- 田嶋智太郎 - 元三菱UFJモルガン・スタンレー証券
- 平野憲一 - 元立花証券
- 和島英樹 - 元日本勧業角丸証券、元ラジオNIKKEI

### 個別銘柄解説
- 日経QUICKニュース記者

### 過去の出演者

#### キャスター
- 赤平大 - ザ・ユニバース所属・元テレビ東京
- 西川靖志 - 元日経CNBC経済解説委員長
- あざみ陽子 - 元福島放送
- 安部真由美 - 元福島中央テレビ
- 有地佐哉香 - 元富山テレビ放送、元TBSニュースバード
- 安藤久美子 - 元岡山放送
- 安藤幸代 - セント・フォース所属・元共同テレビジョン
- 石田絵里奈 - 元文化放送ほか
- 袰川有希 - エス・オー・プロモーション所属・元静岡第一テレビ
- 榎戸教子 - 元テレビ大阪、元さくらんぼテレビジョン
- 江連裕子 - セント・フォース所属・元TBSニュースバード
- 大里希世 - エス・オー・プロモーション所属
- 大竹のり子
- 大森由布子
- 岡山裕子 - ノット・コミュニケーションズ所属・元名古屋テレビ
- 小川まどか - シー・フォルダ所属・元静岡第一テレビ
- 掛橋愛理 - 元NHK室蘭、元NHK BS1
- 片桐千晶 - グリーンメディア所属・元秋田テレビ
- 加藤由紀子 - 元北海道放送
- 金子恵理子
- 河野恵 - ジョイスタッフ所属・元山口朝日放送
- 倉林知子 - 元さくらんぼテレビジョン
- 桑原りさ - 圭三プロダクション所属
- 合田倫子 - 元名古屋テレビ、元九州朝日放送
- 木次真紀 - ジョイスタッフ所属・元山陰放送
- 小林あや - フィスコ情報配信部
- 坂本安代 - グリーンメディア所属・元NHK福井放送局
- 笹岡樹里 - ニチエンプロダクション所属・元四国放送、元TBSニュースバード
- 陣内智衣 - ジョイスタッフ所属・元石川テレビ放送
- 鈴木美佳 - 元新潟総合テレビ・元テレビ神奈川
- 瀧口友里奈 - セント・フォース所属
- 田幸知有紗
- 田中未花 - エス・オー・プロモーション所属・元静岡放送
- 谷本有香 - 元Bloomberg TV
- 田村麻実 - 元あいテレビほか
- 中川栞 - 元琉球朝日放送、元テレビ大阪
- 夏田理央 - ジョイスタッフ所属、元NHK宮崎
- 丹羽康子
- 橋浦多美 - 生島企画室所属
- 林暁代 - オールウェーブ・アソシエツ所属・元愛媛朝日テレビ
- 林由美子 - ジョイスタッフ所属
- 原田恵理子 - 元大分朝日放送
- 藤田真奈美 - 生島企画室所属・元TBSニュースバード、元NHK BS1
- 古沢真紀 - オールウェーブ・アソシエツ所属・元石川テレビ
- 前田真里 - 元長崎文化放送
- 松澤千晶 - ホリプロ所属
- 道岡桃子 - ホリプロ所属・元新潟テレビ21
- 八木ひとみ - キャスト・プラス所属・元山口朝日放送、元TBSニュースバード
- 谷中麻里衣 - セント・フォース所属
- 分林里佳 - キャスト・プラス所属・元四国放送、元TBSニュースバード

#### コメンテーターなど
- 浅井佑美
- 生島ヒロシ - 生島企画室所属
- 池崎美盤 - 劇団青年座所属・元テレビ西日本
- 金子昇
- イェスパー・コール
- 後藤浩祐
- 清川鉉徳
- 齋藤敏之
- 桜庭薫
- 崔真淑
- 白川浩道
- 瀬川剛
- 田中宏明 (ジャーナリスト) - ジャーナリスト。元TBSアナウンサー
- 豊嶋広
- 中嶋健吉 - 元山一證券フランス・ロンドン法人社長
- 政井マヤ - オスカープロモーション所属・元フジテレビ
- 町田裕美 - ジョイスタッフ所属。2010年ごろまでキャスターとして出演
- 三原淳雄
- 永濱利廣
- 真壁昭夫
- 村田雅志
- 湯元健治